# Готорн (Нью-Джерсі)
Готорн (англ. Hawthorne) — місто (англ. borough) в США, в окрузі Пассаїк штату Нью-Джерсі. Населення — 19 637 осіб (2020).

## Географія
Готорн розташований за координатами 40°57′25″ пн. ш. 74°9′31″ зх. д. / 40.95694° пн. ш. 74.15861° зх. д. (40.956957, -74.158561).  За даними Бюро перепису населення США в 2010 році місто мало площу 8,72 км², з яких 8,64 км² — суходіл та 0,08 км² — водойми.

## Демографія
Згідно з переписом 2010 року, у селищі мешкала 18 791 особа в 7454 домогосподарствах у складі 4949 родин. Було 7756 помешкань
Расовий склад населення:
| - 88,6 % — білих - 2,8 % — азіатів - 2,3 % — чорних або афроамериканців - 0,2 % — корінних американців - 4,3 % — осіб інших рас |

До двох чи більше рас належало 1,8 %. Частка іспаномовних становила 15,4 % від усіх жителів.
За віковим діапазоном населення розподілялося таким чином: 21,4 % — особи молодші 18 років, 64,2 % — особи у віці 18—64 років, 14,4 % — особи у віці 65 років та старші. Медіана віку мешканця становила 40,2 року. На 100 осіб жіночої статі у селищі припадало 92,7 чоловіків;  на 100 жінок у віці від 18 років та старших — 89,4 чоловіків також старших 18 років.
Середній дохід на одне домашнє господарство  становив 99 955 доларів США (медіана — 82 532), а середній дохід на одну сім'ю — 109 940 доларів (медіана — 102 687). Медіана доходів становила 64 255 доларів для чоловіків та 51 897 доларів для жінок. За межею бідності перебувало 5,3 % осіб, у тому числі 9,0 % дітей у віці до 18 років та 3,8 % осіб у віці 65 років та старших.
Цивільне працевлаштоване населення становило 10 317 осіб. Основні галузі зайнятості: освіта, охорона здоров'я та соціальна допомога — 21,8 %, науковці, спеціалісти, менеджери — 15,4 %, роздрібна торгівля — 14,4 %.